# Vinný sklep

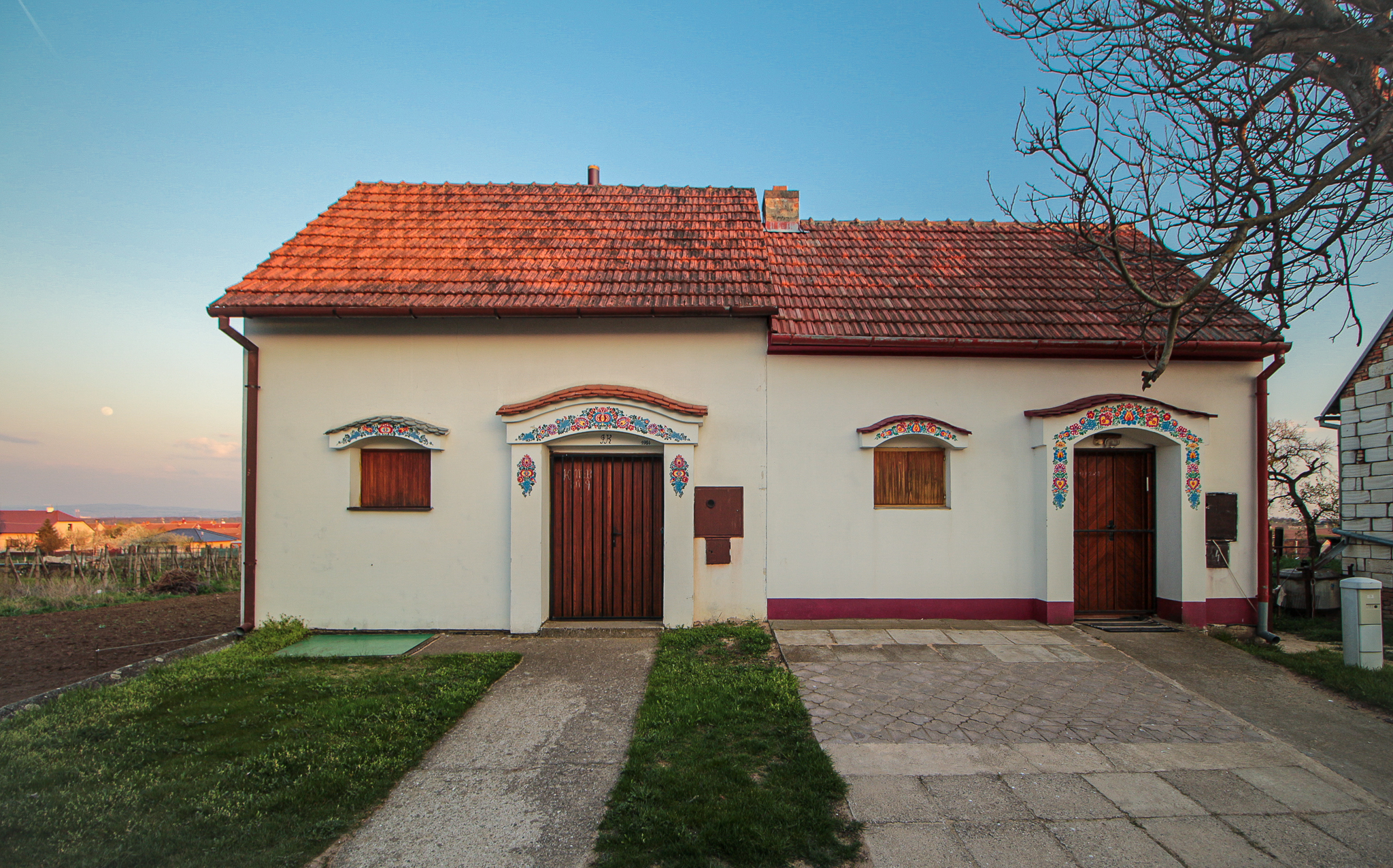
Nadzemní část vinného sklepa typická pro jižní Moravu, Dolní Bojanovice.

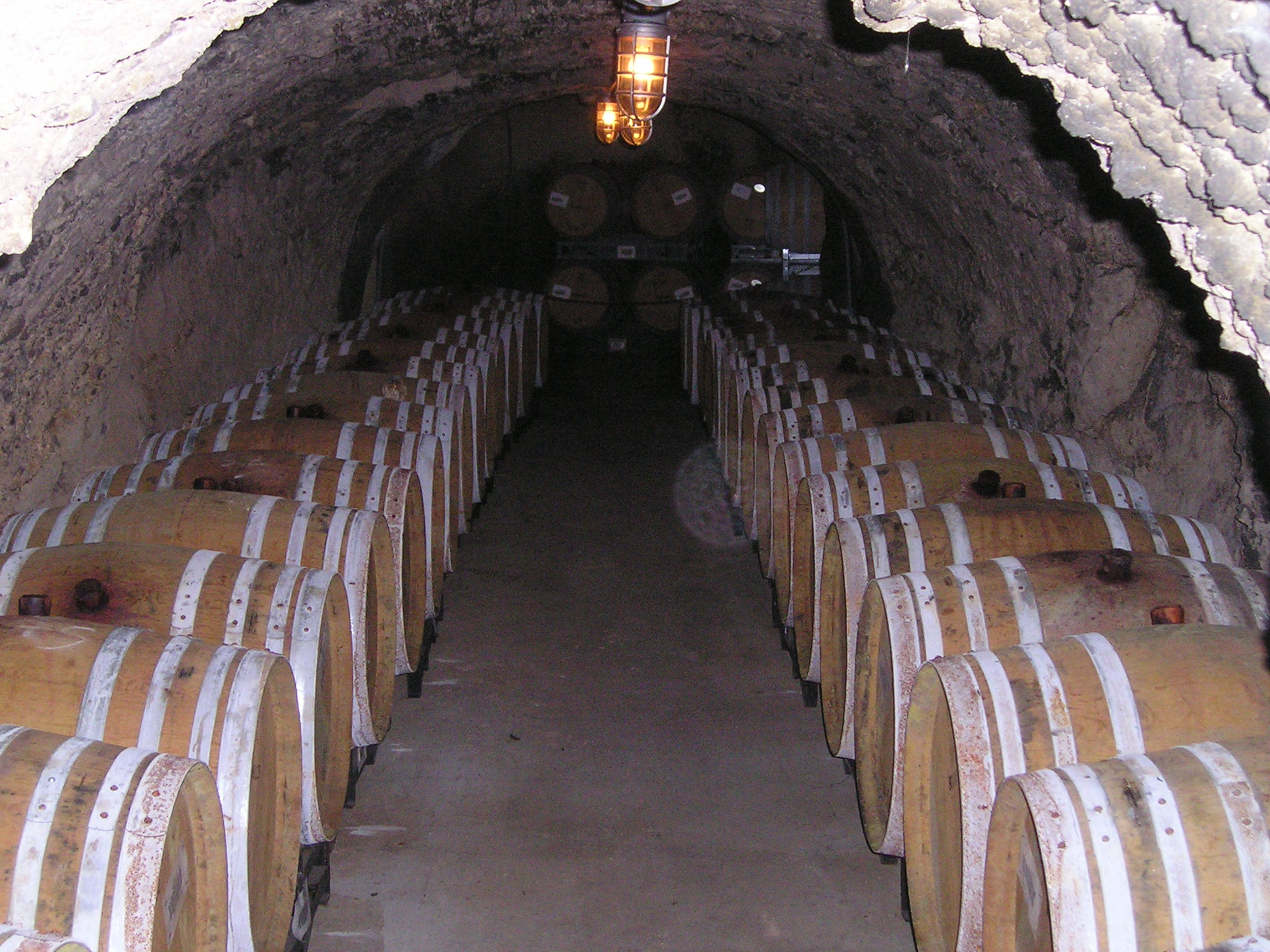
Podzemní vinný sklep

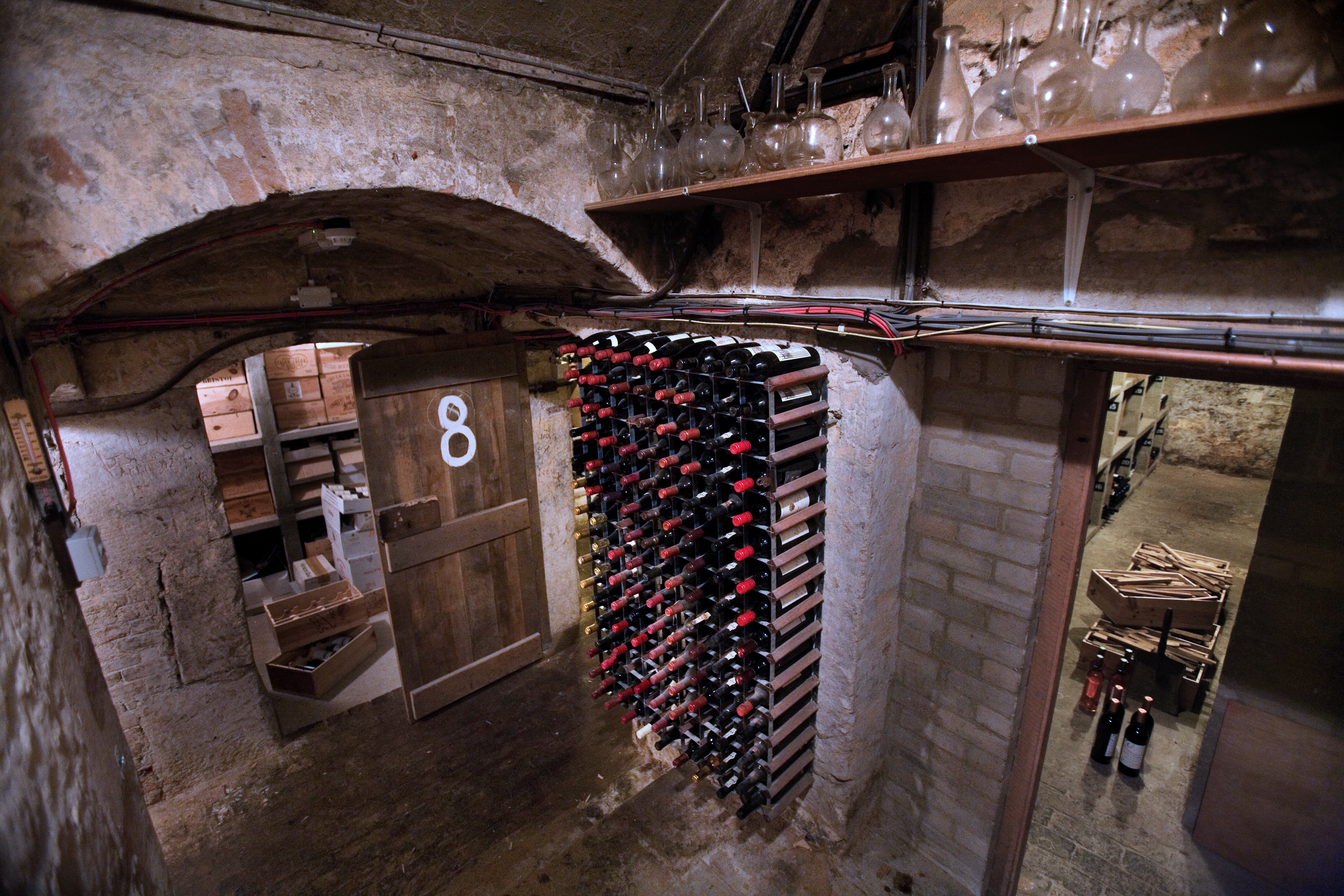
Lahve vína skladované ve vinném sklepě v Jesus College, Oxford

Vinný sklep nebo vinný sklípek je prostor určený ke skladování vína, případně jiných nápojů v lahvích nebo sudech nebo méně častěji v demižonech, amforách nebo plastových či nerezových nádržích. Nadzemní vinný sklep je často nazýván vinárna, zatímco malý vinný sklípek (méně než 500 lahví) je někdy označen jako vinná komora. 
V aktivním vinném sklepě jsou velice důležité faktory vnitřního prostředí (parametry) jako je teplota a vlhkost, které jsou v moderní době udržovány klimatizační jednotkou. Oproti tomu vhodné parametry vnitřního prostředí pasivního vinného sklepa jsou zajištěny jejich umístěním, obvykle pod úrovní terénu, a stavebním provedením, které omezuje výkyvy teploty a vlhkosti. Nepoužívají řízenou úpravu vzduchu pomocí klimatizace. 

## Účel
Vinné sklepy umístěním a provedením chrání skladované alkoholické nápoje od potenciálně škodlivých vnějších vlivů omezením přístupu světla a zajištěním stálé teploty. Víno je přírodní potravinový produkt, rychle podléhající zkáze především vlivem vyšších teplot, nebo jejich změnami, osvětlením, vibracemi a vlhkosti; všechny typy vína se mohou zkazit. Pokud je víno dobře skladováno, nejen že si zachová svoji kvalitu, ale mnohému se zráním zlepší vůně, chuť a složitost.

## Podmínky

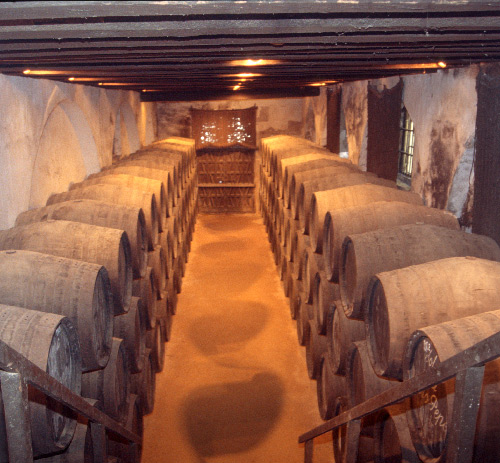
Nadzemní sklep na sherry

Vhodné teploty pro skladování vína jsou mezi 7–18 °C, změny teploty mají být pozvolné. Při skladování vína v jeskyních ve Francii, je obvyklá teplota  cca 13 °C. Jsou ideální pro dlouho i krátce zrající vína. Postup a výsledek zrání závisí na teplotě při skladování, při teplotě nižší zraje jinak a pomaleji, než při teplotě vyšší. Běžné zrání probíhá při rozmezí teplot 10 až 14 °C. Pokud teplota výrazně kolísá okolo 14 stupňů nebo více, způsobí to dýchání vína přes korek, což výrazně urychlí proces stárnutí.

## Aktivní versus pasivní
Prostředí vinného sklepa může být zajištěno pasivními systémy (tradiční - poloha pod terénem, přirozené větrání), anebo   aktivně pomocí strojních zařízení (klimatizace, zvlhčovače). Aktivní vinné sklepy vyžadují kvalifikovaný návrh a provedení, které zajišťuje  udržování stanovených parametrů vnitřního prostředí (teplota, vlhkost). Vyžadují klimatizační systémy k udržení požadované teploty a vlhkosti. Ve velmi suchém podnebí může být nutné použití aktivních zvlhčovačů, ale ve většině oblastech to není nutné. Pasivní vinný sklep je umístěn v přirozeně chladném a vlhkém prostředí s minimálními teplotními výkyvy během roku – například sklep v mírné podnebí. Parametry prostředí pasívniho sklepa je méně předvídatelné, ale provoz nemá nároky na provozní energie a není tak ohroženo výpadky elektřiny.

### Diskuse o vlhkosti
Někteří odborníci na víno vidí důležitost vlhkosti na správné skladování vína. V magazínu Wine Spectator, Matt Kramer uvádí francouzskou studii, která tvrdí, že relativní vlhkost uvnitř lahve je udržována na 100 % bez ohledu na použitém uzávěru nebo orientaci lahve. Avšak Alexis Lichine říká, že nízká vlhkost může být problémem, protože může způsobit předčasné stárnutí přírodních korků a předčasně vyschnout. K udržení požadované vlhkosti bylo doporučeno jeden palec štěrku, pokrývající podlahu, která je periodicky kropena trochou vody. Světoznámé francouzské jeskyně si přirozeně drží relativní vlhkost okolo 60 %.

### Konstrukce vinného sklepa
Vinné sklepy byly historicky prováděny s kamennými nebo cihelnými klenutými stropy. Vinný sklep může být budován jako samostatně na povrchu stojící zeminou překrytý objekt, objekt vybudovaný v otevřené jámě, sklep hloubený, sklep jako rozšiřující objekt nebo sklep hloubený pod jinou stavbou. První ucelený přehled na legislativní požadavky, konstrukci a realizaci sklepa v českém prostředí podává Jiří Faltýnek v knize Sklepy v zahradě.